# Чень Ін (стрілець)
Чень Ін  (кит.: 陈颖, 4 листопада 1977) — китайська спортсменка, стрілець, олімпійська чемпіонка.

## Виступи на Олімпіадах
| Олімпіада           | Дисципліна                | Місце |
| ------------------- | ------------------------- | ----- |
| Афіни 2004          | спортивний пістолет, 25 м | 4     |
| Пекін 2008          | спортивний пістолет, 25 м | 1     |
| Лондон 2012         | спортивний пістолет, 25 м | 2     |
| Ріо-де-Жанейро 2016 | спортивний пістолет, 25 м | 30    |